# Natuurlijke omgeving
Een natuurlijke omgeving of fysisch milieu is een niet al te zeer door mensen beroerd deel van de omgeving. Tegenover de natuurlijke omgeving staat de gebouwde omgeving.
Er kunnen de volgende elementen onder worden verstaan:
- Natuur of wildernis, de omgeving die niet of nauwelijks door mensen is beïnvloed, met de nadruk op dieren, planten en daarmee verbonden abiotische componenten zoals water, bodem en atmosfeer.
- Milieu, de omgeving die in meer of mindere mate door mensen is bepaald, met de nadruk op lucht, water, bodem, temperatuur, straling, inclusief natuurlijke hulpbronnen.
- Groen of landschap, vaak ook de natuur genoemd, de mede door mensen bepaalde groene omgeving met de nadruk op als prettig ervaren aspecten zoals beken, bomen of boomgroepen, vogels en bloemen of configuraties daarvan.